# Leer (stacja kolejowa)
Leer (Ostfriesland) – stacja kolejowa w Leer (Ostfriesland), w kraju związkowym Dolna Saksonia, w Niemczech. Znajdują się tu 2 perony.

## Historia
Otwarty 20 czerwca 1856 roku dworzec kolejowy powstał przy okazji budowy linii kolejowej z Löhne do Emden (daw. Hannoversche Westbahn). Budynek został zbudowany w styl arkadowym, składa się z pięciu części i posiada dwa piętra. W latach 70. XIX wieku w związku z rozwijającym się handlem zagranicznym, obok stacji powstał dworzec celny. Obecnie budynek ten pełni funkcje kulturalne. 15 czerwca 1869 roku Leer otrzymało połączenie z Oldenburgiem i Bremą, a 26 listopada 1876 otwarto linię do Neuschanz w Holandii. W 1955 roku obok stacji został otwarty centralny dworzec autobusowy (ZOB).

## Połączenia
| Linia | Trasa połączenia | Takt            |
| ----- | --- | --------------- |
| IC 35 | Norddeich – Emden – Leer (Ostfriesl) – Lingen (Ems) – Münster (Westf) – Recklinghausen – Oberhausen – Duisburg – Düsseldorf – Köln – Koblenz              | 120 min         |
| IC 56 | Norddeich – Emden – Leer (Ostfriesl) – Oldenburg (Oldb) – Brema – Hanower – Braunschweig – Magdeburg – Halle (Saale) – Lipsk                              | 120 min         |
| IC    | Norddeich – Emden – Lingen (Ems) – Münster (Westf) – Oberhausen – Duisburg – Düsseldorf – Kolonia – Koblencja – Mainz – Mannheim – Stuttgart (kursuje Sb) | 1 para dziennie |
| RE 1  | Norddeich – Emden – Leer (Ostfriesl) – Oldenburg (Oldb) – Bremen – Verden (Aller) – Nienburg (Weser) – Neustadt am Rübenberge – Hannover                  | 120 min         |
| RE 15 | Emden – Leer (Ostfriesl) – Rheine – Münster (Westf) | 60 min          |
| RB 57 | Z powodu uszkodenia mostu nad rzeką Ems kusuje autobusowa komunikacja zastępcza: Groningen – Winschoten – Bad Nieuweschans – Weener – Leer (Ostfriesl)    | 60 min          |